# Germany’s Next Topmodel/Staffel 8
Die achte Staffel der deutschen Castingshow Germany’s Next Topmodel wurde zwischen dem 28. Februar und dem 2. Juni 2013 auf dem Privatsender ProSieben ausgestrahlt. Als Siegerin wurde Lovelyn Enebechi gekürt, Zweite wurde Maike van Grieken vor Luise Will und Sabrina Elsner.

## Übersicht
Im Finale der siebten Staffel kündigten die Jurymitglieder eine achte Staffel der Sendung an. Neues Produktionsunternehmen wurde RedSeven Entertainment, das bereits Austria’s Next Topmodel produzierte. Als Grund für den Wechsel wurde neben rückläufiger Quoten vermutet, dass die bisherige Produktionsfirma Tresor TV auch für die Produktion der Konkurrenzsendung Das perfekte Model auf VOX verantwortlich zeichnete. ProSieben startete die insgesamt 14 Episoden am 28. Februar 2013. Die Staffel wurde unter dem Motto „Closer than ever“ vorgestellt und promotet. Der Titelsong der achten Staffel war der Nummer-eins-Hit Scream & Shout von will.i.am feat. Britney Spears. Der Fotograf Enrique Badulescu übernahm den Juryposten des terminlich verhinderten Thomas Rath, der an der fünften Episode teilnahm, als die Kandidatinnen in seiner Kollektion auftraten.
Fast 15.500 Bewerberinnen waren in 23 Städten zu den Castings erschienen. Anhand von Bildern und Videos wählten die Juroren Heidi Klum und Thomas Hayo 25 Bewerberinnen aus, die als neues Kriterium eine „markterforderliche“ Mindestgröße von 1,76 m aufweisen mussten (bislang 1,72 m). Die Kandidatinnen wurden von Klum oder Hayo persönlich während beruflicher oder Freizeitaktivitäten mit der Nachricht überrascht; nachdem Betty Taube wegen ihres Abiturs absagte (was nachträglich bekannt wurde), wurde eine Klassenkameradin einer anderen Ausgewählten von Klum spontan zur Teilnahme eingeladen. In der ersten Folge gab es für die 25 jungen Frauen ein Shooting im Kurhaus Wiesbaden, nach dem eine Kandidatin ausscheiden musste. Die übrigen Teilnehmerinnen flogen nach Dubai, wo sie auf einer Fashion Show liefen. Danach stieg eine Teilnehmerin freiwillig aus, drei weitere schieden nach der Juryentscheidung aus. Shootings in Dubai folgten in der zweiten Folge, nach denen zwei weitere Topmodelaspirantinnen die Show verlassen mussten. Mit den restlichen 18 Kandidatinnen sollte die dritte Folge in Los Angeles starten, doch gab erneut eine Teilnehmerin auf, eine weitere erhielt wegen ihrer chinesischen Staatsbürgerschaft kein Visum für die USA. In der fünften Folge wurden Fashionfilme gedreht, bei denen Jonas Åkerlund Regie führte und Peter Stormare den Kandidatinnen als Filmpartner zur Seite stand.
Nach 2012 gab es zum zweiten Mal ein Finale mit vier Titelaspirantinnen. Es fand erstmals in der Mannheimer SAP Arena statt, da der bisherige Austragungsort, die Kölner Lanxess Arena, ausgebucht war. Nach Auftritten von Psy, Robin Thicke und Bruno Mars wurde Lovelyn Enebechi zur Siegerin erklärt. Wie andere Teilnehmerinnen der Show stand sie bei Günther Klums Modelagentur ONEeins unter Vertrag. Sie machte ihr Abitur und übernahm einige Modeljobs, beispielsweise für die Modeschöpferin Anne Görtz und Breuninger.

## Teilnehmerinnen
| Finalistinnen der 8. Staffel *                            | Finalistinnen der 8. Staffel * | Finalistinnen der 8. Staffel * | Finalistinnen der 8. Staffel * | Finalistinnen der 8. Staffel *                   |
| Teilnehmerin                                              | Platz                          | Alter                          | Wohnort                        | Beruf                                            |
| --------------------------------------------------------- | ------------------------------ | ------------------------------ | ------------------------------ | ------------------------------------------------ |
| Lovelyn Enebechi                                          | 1                              | 16                             | Hamburg                        | Schülerin                                        |
| Maike van Grieken                                         | 2                              | 19                             | Emden                          | Auszubildende (Krankenschwester)                 |
| Luise Will                                                | 3                              | 18                             | Rostock                        | Auszubildende (Krankenschwester)                 |
| Sabrina Elsner                                            | 4                              | 21                             | Gägelow-Sternkrug              | Krankenschwester                                 |
| Endrundenteilnehmerinnen der 8. Staffel *                 |                                |                                |                                |                                                  |
| Teilnehmerin                                              | Platz                          | Alter                          | Wohnort                        | Beruf                                            |
| Anna Maria Damm                                           | 5                              | 16                             | Neuenbürg                      | Schülerin                                        |
| Marie Czuczman                                            | 6                              | 16                             | Lüdenscheid                    | Schülerin                                        |
| Christine Gischler                                        | 7                              | 16                             | Essen                          | Schülerin                                        |
| Carolin Sünderhauf                                        | 8                              | 20                             | München                        | Studentin (Germanistik / Antike und Orient)      |
| Leonie Marwitz                                            | 9                              | 16                             | Prien am Chiemsee              | Schülerin                                        |
| Jacqueline Thießen                                        | 10                             | 17                             | Hamburg                        | Schülerin                                        |
| Veronika Weddeling                                        | 11                             | 23                             | Borken                         | Praktikantin                                     |
| Janna Wiese                                               | 12                             | 19                             | Schortens                      | Abiturientin                                     |
| Jessika Weidner                                           | 13                             | 16                             | Au am Rhein                    | Schülerin                                        |
| Anna-Barbara Seebrecht                                    | 14                             | 17                             | Prien am Chiemsee              | Schülerin                                        |
| Sophie Jais**                                             | 15                             | 23                             | München                        | Studentin (Psychologie)                          |
| Leandra Martin                                            | 16                             | 18                             | Würzburg                       | Schülerin                                        |
| Bingyang Liu***                                           | 17                             | 18                             | Köln                           | Studentin (Musik)                                |
| Höpke Voß**                                               | 17                             | 19                             | Altenholz                      | (Vorbereitung für Auslandsaufenthalt Neuseeland) |
| Michelle Maas                                             | 19                             | 16                             | Sotzweiler                     | Schülerin                                        |
| Lisa-Giulia Wende                                         | 20                             | 17                             | Hamburg                        | Schülerin                                        |
| Linda Niewerth                                            | 21                             | 17                             | Reken                          |                                                  |
| Lisa Quack                                                | 21                             | 17                             | Schüttorf                      |                                                  |
| Nancy Limota                                              | 21                             | 22                             | Dresden                        |                                                  |
| Merle Lambert **                                          | 22                             | 16                             | Goch                           |                                                  |
| Katharina Oltzow                                          | 23                             | 16                             | Bad Arolsen                    |                                                  |
| Clara Zaveta **                                           | 24                             | 16                             | Hamburg                        |                                                  |
| * Stand der Angaben zu den Teilnehmerinnen: Staffelbeginn |                                |                                |                                |                                                  |
| ** Freiwillig ausgestiegen                                |                                |                                |                                |                                                  |
| *** Kein US-Visum erhalten                                |                                |                                |                                |                                                  |

## Einschaltquoten
| Folgen | Zeitraum                   | Sendeplatz            | Zuschauer        | Zuschauer     | Marktanteil      | Marktanteil   | Quelle |
| Folgen | Zeitraum                   | Sendeplatz            | Durchschnittlich | 14 – 49 Jahre | Durchschnittlich | 14 – 49 Jahre | Quelle |
| ------ | -------------------------- | --------------------- | ---------------- | ------------- | ---------------- | ------------- | ------ |
| 15     | 28. Februar – 2. Juni 2013 | Donnerstag, 20:15 Uhr | 2,65 Mio.        | 1,85 Mio.     | 8,9 %            | 16,2 %        | [ 10 ] |